# バベルのメダルタワー
バベルのメダルタワー(THE MEDAL TOWER OF BABEL）は、2016年3月3日にセガから出た、業界初のタワーメカ付き中型マスメダルプッシャーゲーム。メダルバンクとの連動が可能である。

## 概要
アラビアンジュエルのように四か所のサテライトからメダルを投入するゲームであり、縦型液晶画面と縦長のLED電飾ががそれぞれのサテライトに取り付けられ、ジャックポット抽選用のクルーンと、演出で使用する回転物と天井を突き抜けるタワー型装飾が取り付けられている。また、全体的にペーパークラフトで飾られている。Aimeリーダーや100円投入口もサテライトに取り付けられており、リーダーにAime（Amusement ICも可。ただし携帯電話扱いされる。）を翳すとメダルバンクからメダルを引き落とすことができる。100円投入口にお金を入れると、メダルとアイテムがもらえるボーナスルーレット（ルーレット時にボールを払い出す。）か、JPチャンスに失敗している場合は復活チャンス付きルーレットをもらうことができる。
このメダルゲームは、ジャックポットチャンスが始まるとプッシャーがメダルをどけてから、普通は来ない位置まで引っ込めて、タワーメカからメダルタワーを建設し、それに応じてジャックポットの表記もかわるのが特徴である。また、北斗の拳 BATTLE MEDALやレッ釣りGO!と同じ内部メダル循環方式である。

## 遊び方
黒いカバーがサテライトにあり、その横にある穴から、左右にある赤いレバーで向きを調節してメダルを投入する。すると液晶画面の真下から内部のメダルが落下する。そして、プッシャーの下にある左右二つの穴がチャッカーになっており、中にメダルを入れると液晶画面でスロットが回転。また、メダルタワー建設上の都合でプッシャーの中心がへこんでいる。スロットで偶数柄が当たるとメダル(15枚）が払い出され、奇数柄が当たるとオーブ（ボール）が払い出される。また帽子（バベルボックス）柄が一つでも出現すると後述するアイテムがもらえ、777が当たるとダイレクトにJPチャンス（JACKPOTチャレンジ）に突入する。　なお保留は最大まで貯めると色が変わることがある。払い出されたボールは、落とすかボールが落ちるときに真ん中にある「LUCKY!」を一回通ると、後述するJACKPOTチャンスの倍率をゲットできる。これを10回するとJPチャンス（JACKPOTチャレンジ）に突入する。また、メダルが当たった時の払い出しも同じところから行われる。また、ボールの払い出し時に「ダイレクトオーブ抽選」が発動することがあり、この時に100円を抽選に転送させるとJPステップを直接ゲットできる。　JPステップを集め、決められたマスに止まると様々なミニゲーム（ほれほれバベル、にげろバベル、のぼれバベル、ねらえバベルが存在する。）が発動することもあり、メダルなどがもらえる。また、時々すべてのミニゲームが存在するスペシャルマップが現れることもある。

### アイテムの概要
（バベルボックスから出現するものは、メダル5枚・100枚が当たることもある。）
- オーブのカケラ　×2~×5まで存在し、それぞれ6個集めると高配当なJACKPOTステップにすることができる。また、100円を投入したときにたまに獲得できることがある。[8]
- タワーレンガ　JPチャンス（JACKPOTチャレンジ）のメダルタワー（JP枚数）をそのまま加算する。

## JACKPOTチャレンジ
加算枚数の倍率でもあるJPステップを10個集めるとメダルタワーを建設するJACKPOTチャレンジに突入する。その後は、筐体に一つ存在するクルーンが回転し、中にある赤いボールが回転し、「×」の書いてある穴に入るまで永遠に抽選が続く。（ただしタワーは1000枚を超えるか、タワーメカに不具合が発生してボタンを押すと強制的にメダルタワーが押し出され、その後はフィールド払い出しとなる。）JACKPOTチャレンジが始まると、まずは最初のラインの倍数を、今まで獲得した倍率（JPステップ）の中からボールで抽選する。
その後、プッシャーが既定の位置に動き、最初に決まった倍率（1倍〜5倍）から抽選が始まる。この時にタワーレンガの分メダルタワーが建設される。クルーンには、「3」が三つ、「6」「12」が二つ、「24」「みんなでゲームのロゴ」「×」が一つ存在する。当たるとそのクルーンに描かれた枚数（×を除く。）に画面の上に表示される現在の倍数を乗せた分メダルタワーが建設される。なお、みんなでゲームのロゴは3枚である。10連続で×以外に入る（10連チャンする）ことで倍率が上がる。倍率は1倍〜5倍と7倍で7倍に到達すると以降はずっと7倍。また、この時にメダルを投入すると、下画面にいる二人の弓兵が倍率に矢を当て、確率で次の抽選に使用する倍率を上げることができる。また、時々確率で100本目の矢の時にのみ、倍率を五倍（最大）にすることがある。なお、打つ人は左右のメダル投入口で違うため、最大100本目まで、左右別々にオーラをためることができる。また、それに近づくたびその人たちのオーラも上がる。（その時におそらく確率も上がる。）ただし、タワー建設中に内部メダルが少なくなってしまった場合、「タワー建設中に不具合が発生しました。」と表示され、フィールド払い出しに切り替えることを強く勧められる場合がある。その時に切り替えなかった場合は一定時間後にエラーになり、店員を呼ぶ必要がある。
獲得メダルが250枚を超えるとマウンテンジャックポット、500枚を超えるとスカイジャックポット、1000枚を超えるとギャラクシージャックポットとなり、それぞれ報酬として3倍ステップのカケラ、4倍ステップのカケラ、5倍ステップのカケラを貰える。
また、「みんなでゲーム」のマスに四回止まると、その場で「みんなでゲーム」が始まり、クルーンの上部にあるルーレットからプレイ中の全員が報酬をもらうことができる。「タワールーレット」、「ラッキーカラーチャンス」が存在し、メダルやアイテム、ダイレクトJPCやオーブを貰うことができる。なお、「×」に最初から三回連続入るとBLACK JACKPOTとなり、1000枚のタワーがもらえる（スタッフロールも流れる）。
また、メダルタワーが完成すると自動的にプッシャーが前へ戻り、メダルタワーが一定距離進む。ジャックポットチャンスが終了してもタワーの建設が終わっていないなどの場合「ラッキーバードチャンス」が始まる。これはメダルを投入口に入れ続けることで、鳥が一定確率で卵を産み、卵からメダルかアイテムを取得することができる。メダルタワーやオーブを押し込む手段にもなる。
JPチャンスに途中で「×」に入り失敗した場合、100円を転送してボールでコンティニューチャンスのルーレットを回すことができる。成功すると、一度だけJACKPOTチャンスを継続できる。普通、継続できるマスは一つしか存在しないが、転送し続けることでどんどん継続を増やすことができる。また、二回目の転送以降たまに「メダリーナ」が現れ継続マスを最初から増やしてくれる時がある。なお、外れた場合はアイテムがもらえる。

## 備考
- 同じ筐体を利用したメダルゲームに、レッ釣りGO!がある。
- 2019年2月号の幼稚園に、電動メダル落としゲームの付録が発売された。[13]
- メダルタワーが崩れた時などにWINシュートが詰まらないよう、コイン投入レバー（外側）をガチャガチャするとメダルがならされる仕組みになっている。[14]